# 坂本大記
坂本 大記（さかもと だいき、1976年3月12日 -）は、宮崎県東臼杵郡門川町出身の日本の柔道家。95kg級の選手。身長170cm。得意技は小内刈。

## 人物
柔道は小学校1年の時に兄の影響で始めた。門川中学から宮崎日大高校を経て、1994年には國學院大學へ進学すると、3年の時に正力杯95kg級の準決勝で繁昌久哲に体落で敗れるも3位となった。講道館杯では3回戦でアトランタオリンピック7位である旭化成の中村佳央をパワーで押し捲り、中村の右肘を脱臼させて棄権負けに追いやった。準決勝では世界選手権3位である新日鉄広畑の岡泉茂を小内刈の技ありで破ると、決勝でも正力杯で敗れた繁昌に小内巻込で一本勝ちするなどの活躍で優勝を飾った。続くドイツ国際では5位に終わった。大学4年の時には体重別で3位、全日本学生柔道選手権大会においても3位となった。カザフスタン国際では優勝を飾った。一方、この時期に首を傷めた影響から、90kg以上あった握力が弱まってしまい思い通りの柔道ができなくなる。1998年には國學院大學の職員になるが、以降は際立った活躍が見られなかった。引退後の2007年には國學院大學の柔道部監督に就任して、川上智弘などの指導にあたった。リオデジャネイロオリンピックまで全日本ジュニアコーチの一員として、井上康生を支えた。現在は、全日本強化委員としても活躍している。

## 主な戦績
- 1996年 - 正力杯 3位
- 1996年 - 講道館杯 優勝
- 1997年 - 学生選手権大会 3位
- 1997年 - ドイツ国際 5位
- 1997年 - 体重別 3位
- 1997年 - カザフスタン国際 優勝

(出典、JudoInside.com)。